# Joseph Wielhorski

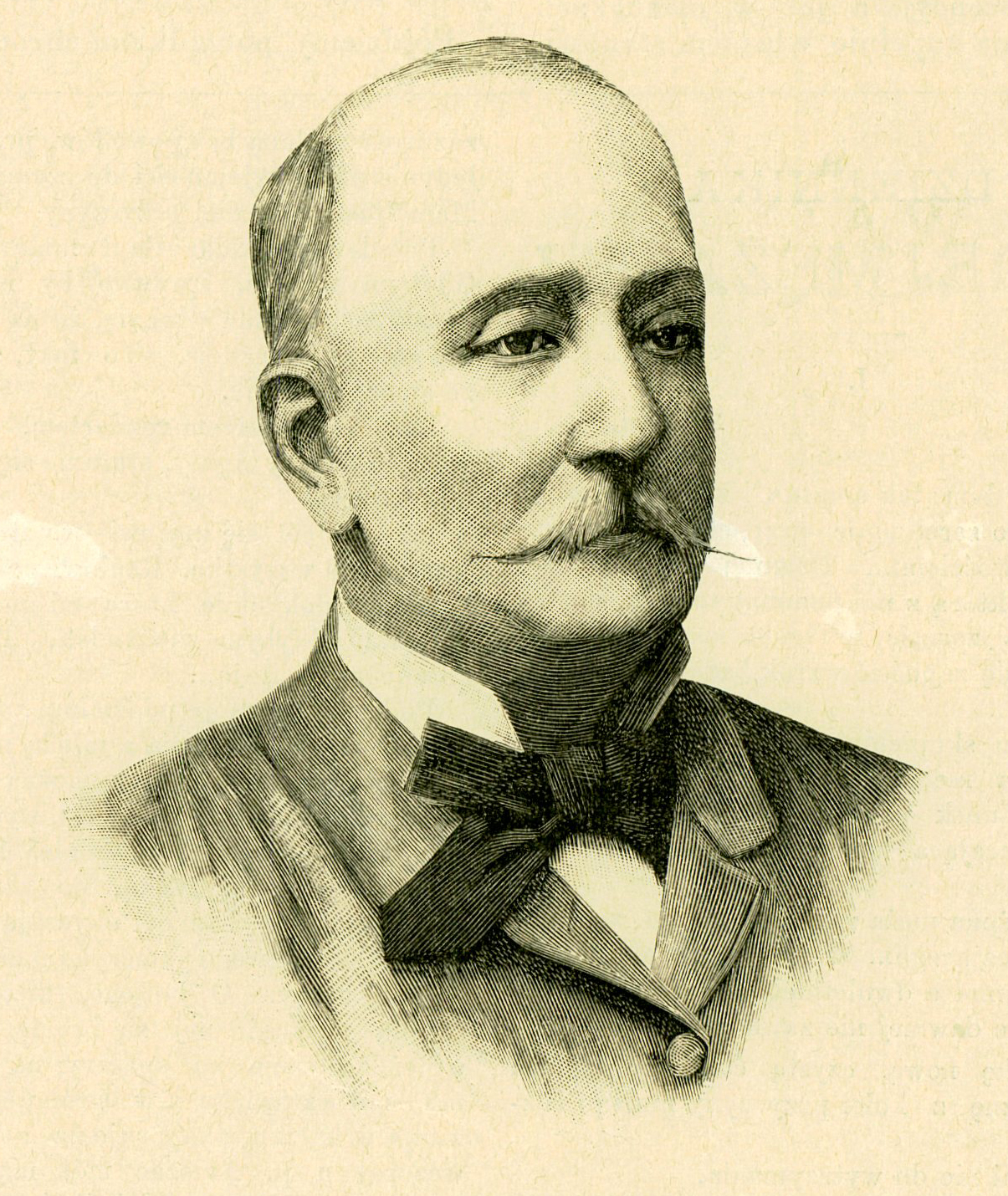
Joseph Wielhorski (1894)

Joseph Wielhorski (Josif Wjelhorski; * 1817; † 1892 in Sanremo) war ein russischer Komponist polnischer Herkunft.
Wielhorski studierte an der Berliner Universität und bei Wilhelm Taubert Musik. Er komponierte Klavierstücke und Lieder im Stil der deutschen Romantik.